# York Larese
York Bruno Larese (Nueva York, Nueva York; 18 de julio de 1938-Medford, Massachusetts; 6 de febrero de 2016) fue un jugador y entrenador de baloncesto estadounidense que jugó durante una temporada en la NBA y 8 más en la EPBL, y que fue el entrenador de los New York Nets de la ABA durante una temporada. Con 1,93 metros de estatura, lo hacía en la posición de base.

## Trayectoria deportiva

### Universidad
Jugó durante tres temporadas con los Tar Heels de la Universidad de Carolina del Norte en Chapel Hill, en las que promedió 17,9 puntos y 5,7 rebotes por partido. Fue incluido en el mejor quinteto de la Atlantic Coast Conference en todas las temporadas que disputó, y también en dos ocasiones en el tercer mejor equipo All-American, en 1959 y 1961.

### Profesional
Fue elegido en la vigésima posición del Draft de la NBA de 1961 por Chicago Packers, tras haber sido elegido el año anterior en la sexta ronda por Atlanta Hawks. Con los Packers sólo disputó 8 partidos antes de ser despedido el 29 de noviembre, firmando al día siguiente como agente libre con Philadelphia Warriors. Allí terminó la temporada como base suplente de Al Attles, promediando 5,4 puntos y 1,7 asistencias por partido.
Tras verse sin equipo en la NBA, se marchó a jugar a la EPBL, una liga menor que más tarde se conocería como Continental Basketball Association. Allí disputarís 8 temporadas en cinco equipos diferentes, ganando el título de campeón en 1965 con los Allentown Jets.

### Entrenador
En 1969 se hizo cargo del banquillo de los New York Nets de la ABA, donde en su única temporada consiguió 39 victorias por 45 derrotas, llegando el equipo a los playoffs, donde cayeron en primera ronda ante Kentucky Colonels.

## Estadísticas de su carrera en la NBA

### Temporada regular
| Temporada | Edad | Equipo                | Liga | P  | TIT | MIN  | TC  | TCA | %TC  | 3P | 3PA | %3P | TL  | TLA | %TL  | R.OF. | R.DEF. | REB | ASIS | ROB | TAP | PER | FP  | PTS |
| 1961-62   | 23   | TOTAL                 | NBA  | 59 |     | 11.9 | 2.1 | 5.5 | .373 |    |     |     | 1.0 | 1.2 | .806 |       |        | 1.3 | 1.6  |     |     |     | 1.8 | 5.1 |
| 1961-62   | 23   | Chicago Packers       | NBA  | 8  |     | 7.1  | 1.3 | 2.6 | .476 |    |     |     | 0.6 | 1.1 | .556 |       |        | 0.8 | 1.1  |     |     |     | 1.0 | 3.1 |
| 1961-62   | 23   | Philadelphia Warriors | NBA  | 51 |     | 12.7 | 2.2 | 6.0 | .366 |    |     |     | 1.0 | 1.2 | .841 |       |        | 1.4 | 1.7  |     |     |     | 1.9 | 5.4 |
| Total     |      |                       | NBA  | 59 |     | 11.9 | 2.1 | 5.5 | .373 |    |     |     | 1.0 | 1.2 | .806 |       |        | 1.3 | 1.6  |     |     |     | 1.8 | 5.1 |

### Playoffs
| Temporada | Edad | Equipo                | Liga | P | MIN | TCA | TC | 3PA | 3P | TLA | TL | R.OF. | REB | ASIS | ROB | TAP | PER | FP | PTS | %TC  | %3P | %FT  | MIN | PTS | REB | AST |
| 1961-62   | 23   | Philadelphia Warriors | NBA  | 9 | 78  | 11  | 35 |     |    | 8   | 12 |       | 19  | 5    |     |     |     | 14 | 30  | .314 |     | .667 | 8.7 | 3.3 | 2.1 | 0.6 |
| Total     |      |                       | NBA  | 9 | 78  | 11  | 35 |     |    | 8   | 12 |       | 19  | 5    |     |     |     | 14 | 30  | .314 |     | .667 | 8.7 | 3.3 | 2.1 | 0.6 |